# 科波國家公園
科波國家公園（英語：Parque nacional Copo）是阿根廷圣地亚哥-德尔埃斯特罗省科波縣的國家公園，位於該國北部，面積1,142平方公里，成立於1998年，每年平均降雨量約500至700毫米。

## 外部連結
- Administración de Parques Nacionales - Argentina's National Park Administration (in Spanish)